# مخمل آبی
مخمل آبی (به انگلیسی: Blue Velvet) فیلمی نئو نوآر به نویسندگی و کارگردانی دیوید لینچ محصول سال ۱۹۸۶ است. نام مخمل آبی از آهنگی به همین نام از بابی وینتون گرفته شده است.
فیلم‌نامه‌ی مخمل آبی اواخر دهه ۷۰ و اوایل دهه ۸۰ میان بسیاری دست به دست شد و استودیوهای بزرگی آن را به دلیل مضمون جنسی و خشونت‌بار آن رد کردند. بعد از شکست فیلم قبلی لینچ به نام تلماسه لینچ سعی کرد داستان شخصی‌تری را به نمایش بگذارد که به مشخصه‌های سوررئالیستی فیلم اول او کله‌پاک‌کن (۱۹۷۷) نزدیک باشد. استودیوی مستقل «De Laurentiis Entertainment Group (DEG)» که در آن زمان متعلق به تهیه‌کننده ایتالیایی، دینو د لائورنتیس بود قبول کرد که هزینه‌های ساخت و تهیه فیلم را بر عهده بگیرد.
مخمل آبی ابتدا نقدهای متفاوتی از منتقدان دریافت کرد و بسیاری مضمون قابل اعتراض آن را در تضاد با ارزش‌های هنری توصیف کردند. در هر صورت، لینچ با این فیلم برای دومین بار کاندید اسکار بهترین کارگردانی شد و مخمل آبی هم به فیلم کالت بین طرفداران تبدیل شد. لینچ به عنوان کارگردانی که بر خلاف اصول همیشگی گام برمی‌دارد باعث بازیابی حرفه‌ای دنیس هوپر بعد از این فیلم شد و برای روسلینی نیز بستری به مراتب بزرگ‌تر از کارهای قدیمی او فراهم آورد که کار او به عنوان مدل و طراح لوازم آرایشی را رونق بخشید. در سال‌های بعدی، مخمل آبی توجه بسیاری را به دلیل مضمون سمبولیک به خود جلب کرد و حالا به عنوان یکی از فیلم‌های مهم لینچ و دهه ۸۰ میلادی شناخته می‌شود. نشریات و مجلات معروفی از جمله تایم، بی‌بی‌سی، انترتینمنت ویکلی و سایت اند ساوند مخمل آبی را در زمره بهترین فیلم‌های آمریکایی قرار دادند. در سال ۲۰۰۸ نیز بنیاد فیلم آمریکا، آن را به عنوان یکی از بهترین فیلم‌های آمریکایی رازآلود که تا به حال ساخته شده قرار داد.

## داستان
داستان این فیلم، دربارهٔ پسر جوانی به اسم جفری (کایل مک لاکلن) است که در زمینی یک گوش بریده شده پیدا می‌کند؛ این آغاز ماجرای عجیبی است که او در آن درگیر می‌شود…

## تفسیر
با اینکه مخمل آبی در نگاه اول فیلمی رازآلود به چشم می‌آید اما فیلم در سطوح مضمونی مختلفی خود را به نمایش می‌گذارد. مخمل آبی بسیار وامدار سینمای نوآر دهه ۵۰ است و مفاهیمی از جمله زن اغواگر و فتانه (دوروتی والنز)، شرور غیرقابل کنترل (فرانک بوث) و اخلاقیات شک‌برانگیز قهرمان (جفری بیمونت) را در کنار فیلم‌برداری پر از سایه و گاه سیاه در خود گنجانده است. مخمل آبی شیوه‌ی تثبیت‌شده‌ی لینچ در «نگاه کج» را نیز نمایان می‌کند و عناصر معمول کارهای لینچ، که بعدها تبدیل به مشخصه و امضای او شدند، مانند شخصیت‌های ناهمگون، دنیای دو قطبی و جراحات مشخص به مغز و جمجمه را در خود دارد.